# Yorkshirepudding

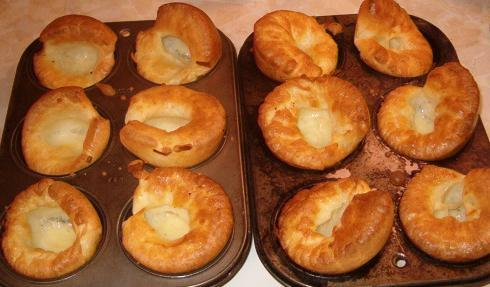
Yorkshirepuddingar på muffinsplåtar.

Yorkshirepudding är en typisk engelsk maträtt. Den liknar ugnspannkaka och serveras vid traditionella söndagsmiddagar tillsammans med sås till rostbiff eller lammstek (som ersättning för potatis). Det sägs att rätten kommer från Yorkshire, men den är populär i hela England.